# كربان

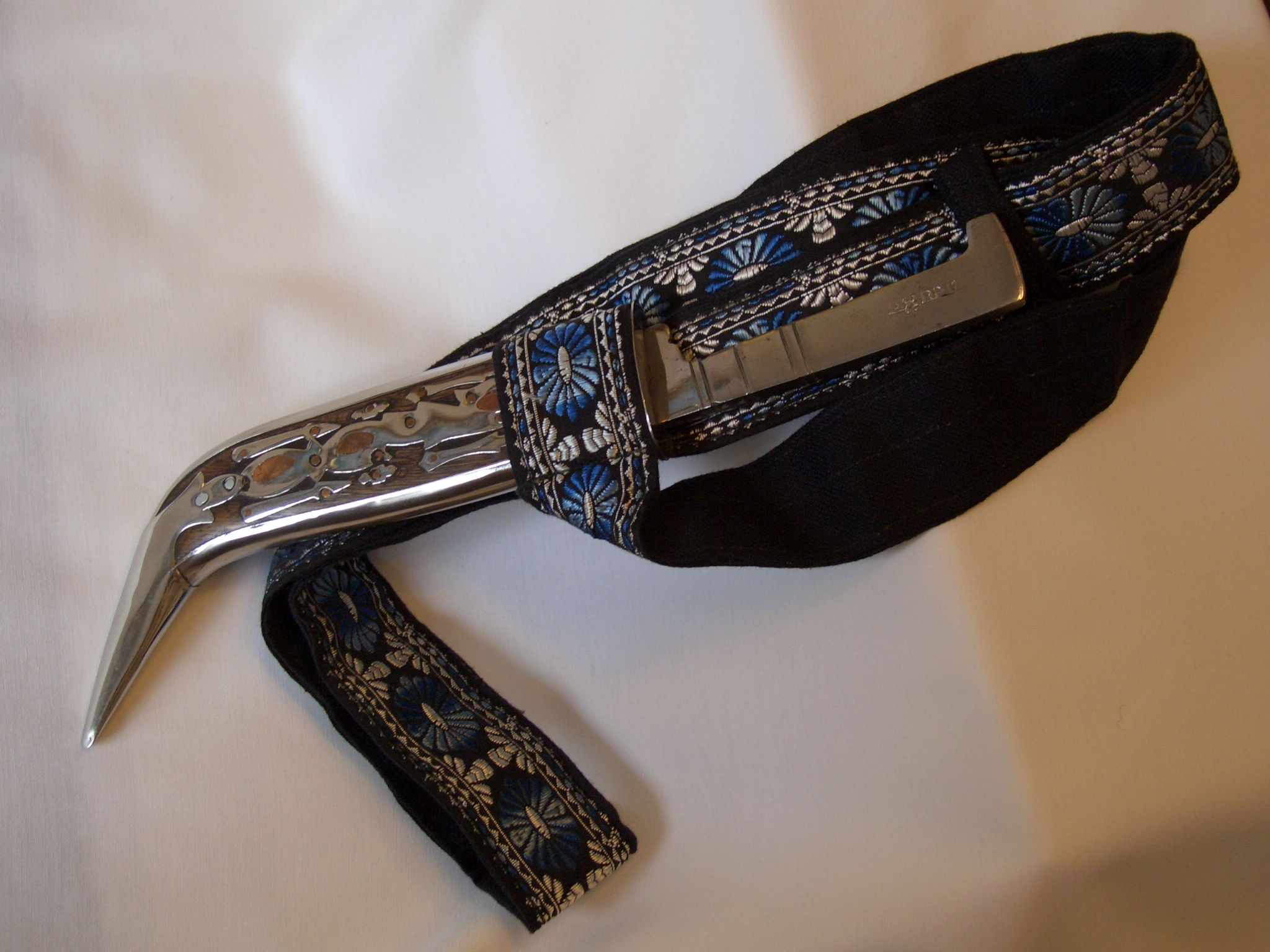
كربان متوسط الحجم

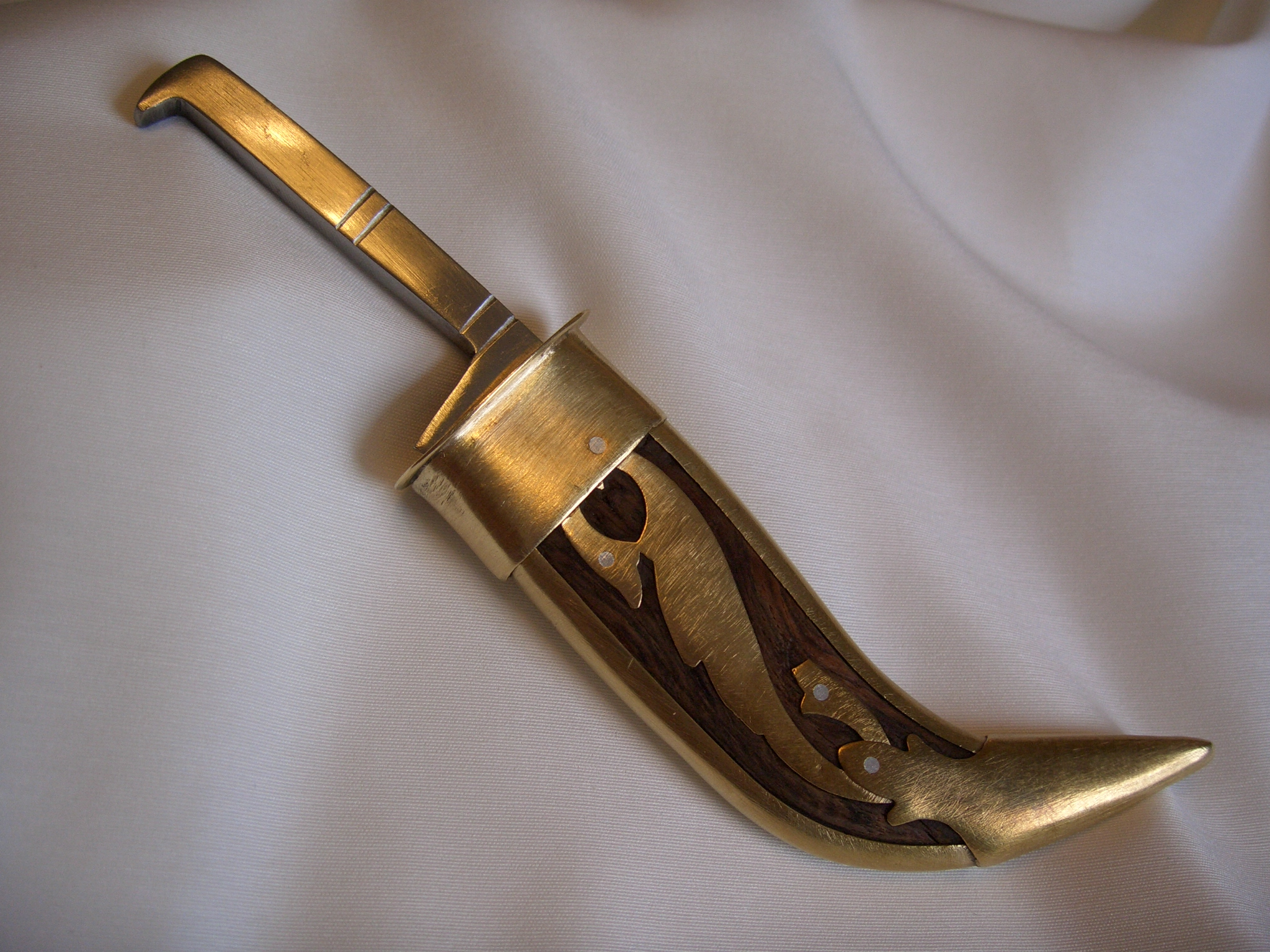
كربان تقليدي

كربان باللغة البنجابية ਕਿਰਪਾਨ وبالإنكليزية Kirpan هو خنجر صغير يجب على كل سيخي وسيخية ان يحمله معه بناء على تعليمات مؤسس الديانة السيخية غورو ناناك.و هي أحد القواعد الخمسة 5 كاف أو 5 كاكارس. التي تجب على كل أتباع الطائفة السيخية.